# Specijalna jedinica PU Zadarska "Poskoci"
Specijalna jedinica PU Zadarska "Poskoci" bila je postrojba posebne namjene hrvatske policije. 15. listopada 1990. godine osnovana  je  Jedinica za posebne namjene Policijske uprave Zadar, poznatija kao  Poskoci.  Bila je to prva postrojba specijalne policije osnovana u  Republici Hrvatskoj.  Prije Poskoka u Hrvatskoj je postojala samo  jedinica za posebne namjene Lučko,  nekadašnjeg RSUP-a, pa se poskoci  smatraju začetnicima postrojba specijalne  policije koje su osnivane po  tadašnjim policijskim upravama. Jezgru Poskoka  činilo je u početku 30  pripadnika koji su završili prvi tečaj za hrvatske redarstvenike. Na  početku ožujka 1991. godine od  Jedinice za posebne namjene osniva se  Specijalna jedinica policije PU zadarske.  

## Ratni put
Već 2. svibnja 1991. godine na brdu Štrkovača u Polači u  izravnom sukobu s neprijateljem, smrtno je stradao pripadnik  Specijalne  jedinice Franko Lisica. 17. srpnja jedinica se uključuje u obranu  napadnutog stanovništva mjesta Lišane  Ostrovičke, a nakon toga  nastavlja u mjestima Novigrad, Pridraga, Kruševo,  Nadin, Korlat, a  zatim mjesta Jasenice i Maslenica, te Masleničkog mosta. U mjestu  Jasenice Poskoci nanose značajne gubitke neprijatelju.
Od 9. do  12. rujna  1991. Poskoci vode nemilosrdnu borbu u zaustavljanju neprijateljskog   kombiniranog tenkovsko-pješadijskog napada uz potporu topništva i  avijacije na  mjesto Jasenice i na Maslenički most, gdje sa južne strane  Masleničkog mosta zajedno sa pripadnicima 112. brigade Zbora narodne  garde  uspijeva zaustaviti neprijatelja, odakle se uključuje u obranu  mjesta Slivnica i Visočane. Odmah potom jedinica nastavlja borbu aktivno  se  uključujući u obranu grada Zadra te veliki doprinos obrani daje  osvajanjem  vojarni Jugoslavenske narodne armije u Zadru i okolici, kaže  predsjednik udruge  Ivica Kapitanović.
Do akcije Maslenica, zauzete sve važnije kote, od  Rizvanuše  ponad Gospića, preko Ivinih Vodica do Tulovih greda. Tako 28.  kolovoza 1992.  godine dio Poskoka odlazi na Velebit s ciljem uspostave  linije obrane i  sprječavanja naprijateljskih izviđačkih akcija. U  jednom takvom izviđanju na Velebitu dana 16. prosinca  1992. godine u  neprijateljskoj zasjedi smrtno je stradao tadašnji dozapovjednik  Dragan  Žunić.
Nakon Jasenica, Poskoci nastavlja obranu Zadra,  suprostavljajući se  neprijatelju u mjestu Murvica, Briševo, Poljica, u Ražancu i kod  Paškog  mosta te na gradskim prostorima Bokanjca, Ploče i Dračevca. Nakon  uspješne obrane grada Zadra, suprostavljajući se neprijatelju, zajedno  sa ostalim pripadnicima policije i  pripadnicima Zbora narodne garde i  uspostavljanja linije obrane, SJP izvodi  veći broj izviđačkih i  diverzantskih aktivnosti na okupiranom području. Nažalost, 23. svibnja  1992. godine u centru postrojbe u Zadru, od  neprijateljske granate  smrtno je stradao pripadnik specijalne jedinice Sveto  Denona.
19. siječnja 1993. godine pripadnici SJP započinju s dubinskim  izviđanjem terena na pravcu djelovanja u  predstojećoj akciji  "Maslenica" koja je započela 22. siječnja 1993. godine.  Od  završetka  akcije Maslenica pripadnici SJP PU zadarske stalno sudjeluju u   održavanju prve crte bojišnice na Velebitu.  06. rujna 1993. godine  pripadnici SJP  sudjeluju u akciji "Poskok 1 džep 93" kod Gospića.  Zavšetkom svog angažmana u ovoj akciji jedinica nastavlja sa  stalnim  zadaćama na Velebitu. Velebit je svih tih godina bio ratni dom Poskoka.   Prvog prosinca 1994. godine jedna izvidničko-operativna grupa vršeći  izviđanje  na prostoru Crnog vrha sukobljava se s neprijateljem nanoseći  mu značajne  gubitke.
Od 4. do 12. svibnja 1995. godine veći dio pripadnika Poskoka   uključuje se u vojno-redarstvenu akciju "Bljesak" u zapadnoj Slavoniji,   sudjelujući u pretragama prostora i čišćenju zaostalih četničkih  formacija. U  predvečerje Oluje 04. kolovoza 1995. godine cjelokupna  Jedinica specijalne  policije PU zadarske uključuje se u  vojno-redarstvernu akciju , krećući se  Velebitom preko Malog Alana u  pravcima prema Svetom Roku i prema Prezidu,  Čelavcu i Gračacu,  izvršivši svoje zadaće u 14,40 sati 05. kolovoza izbijanjem  na Prezid i  Čelavac. U akciji "Oluja" 04. kolovoza, u izravnom okršaju s   naprijateljem na Malom Alanu smrtno je stradao specijalac Ante Baljak, a  07.  kolovoza od mine iznenađenja stradao je pripadnik pričuvnog  sastava Marko Vulić.  Nakon završetka vojno-redarstvene akcije "Oluja"  SJP sudjelovala je u pretragama  novo oslobođenog područja čisteći ga od  neprijateljskih formacija.
Po završetku pretrage oslobođenog područja SJP se uključuje u   izvršenje zadaća u akciji "Povratak" te u izvršenje zadaća u akciji  "Krug  Dubrovnik" te u osiguranje državne granice na potezu Ličko  Petrovo Selo-Kulen Vakuf. Kad je 2001. došlo do reorganizacije MUP-a,  ugasila se i  ova, jedna od najelitnijih postrojbi Specijalne policije  MUP-a RH. Danas, kao  sljednica Specijalne jedinice policije "Poskoci"  egzistira Interventna jedinica  policije PU zadarske.